# 換腦行動
是一部2016年美國動作驚悚片，由艾里爾·弗羅門執導，道格拉斯·庫克和大衛·韋斯伯格編劇，凱文·科斯納、蓋瑞·歐德曼和湯米·李·瓊斯主演，這是三名演員繼1991年電影《誰殺了甘迺迪》後第二次的重聚演出。
正式拍攝於2014年9月4日在倫敦進行。本片由Campbell-Grobman Films和Millennium Films製作，而頂峰娛樂則負責發行。《換腦行動》2016年4月15日在美國上映。

## 劇情大綱
故事描述比爾波普，是位CIA探員，在一次秘密行動中，不幸被歹徒電擊致死，但比爾波普在死之前，得到了有關「蟲洞」程式的情報，它可以直接控制美國所有的武器包含任何的核彈或是飛彈，比爾波普原本想透過交易來取得那套軟體，並交由CIA，但在交易過程中，被想利用「蟲洞」趁此毀了這個世界的無政府組織盯上了。
等到比爾的上司，一行人找到他的時候，一切都已經太遲了。
但這時候奎格為了國家安全，找來了腦科學研究專家法蘭克博士，並要求法蘭克博士試著將比爾波普的記憶移植給第三者並從其口中取得情報，也就是片名由來「換腦」，但其實只是透過電流將腦中的記憶與感覺移植，而法蘭克博士手邊唯一適合移植手術的人傑瑞柯史都華，他是一個從小前額葉受損，以至沒有任何人類的情感的罪犯，他對於痛覺以及一切人類的感覺機能都幾乎喪失了，社會準則和行為道德觀與是非善惡的判斷對傑瑞柯來說，都沒有任何意義。
為了得到寶貴的訊息以拯救整個世界，奎格只好同意法蘭克進行手術，但手術完成後，並未完全成功，傑瑞柯並沒有留下任何有關比爾波普的記憶，於是生氣的奎格，便要手下將傑瑞柯帶走，但在過程中，傑瑞柯逃走了。
逃走後，比爾波普的記憶開始浮現，但傑瑞柯隱隱約約只記得交易和一大筆錢，於是他便想要找到錢，然後佔為己有。在尋找的過程中，比爾波普的記憶帶著傑瑞柯回到了比爾的家，傑瑞柯見到了比爾的妻子和他的小女兒。當傑瑞柯見到妻小的同時，比爾的記憶便完全被喚醒，他也漸漸瞭解到，自己原本的任務，但是此時，擁有「蟲洞」程式的設計者荷蘭人為了自保，便透過其他方式，試著要與俄國交易，並且，他要先發射飛彈來證明自己擁有控制美國國家武器的能力。
同時，傑瑞柯擁有比爾記憶這件事，也傳到了無政府組織那裡，他們希望攔截到「蟲洞」趁此毀了這個世界的政府組織，建構一個新的秩序。由於傑瑞柯見過比爾的妻子，所以無政府組織便綁架了比爾的妻小，藉此逼傑瑞柯想起一切，用荷蘭人跟「蟲洞」交換。

## 演員
- 凱文·科斯納 飾 傑瑞可·史都華（Jericho Stewart）
- 蓋兒·賈多特 飾 吉兒·波普（Jill Pope）
- 蓋瑞·歐德曼 飾 奎克·威爾斯（Quaker Wells）
- 湯米·李·瓊斯 飾 法蘭克斯博士（Dr. Franks）
- 艾莉絲·伊芙 飾 瑪塔·林區（Marta Lynch）
- 麥可·彼特 飾 揚·史楚普（Jan Stroop）
- 詹迪·莫拉 飾 哈格巴德阿卡·海姆巴爾（Hagbardaka Heimbahl）
- 安潔·陶依 飾 艾爾莎（Elsa）
- 萊恩·雷諾斯 飾 比爾·波普（Bill Pope）
- 阿莫瑞·諾拉斯克 飾 艾斯特班·魯伊斯拉（Esteban Ruiza）
- 史考特·艾金斯 飾 皮特·葛林里夫斯（Pete Greensleeves）
- 科林·薩蒙 飾 看守人（Warden）
- 李察·瑞德（英语：Richard Reid (actor)） 飾 詹姆士·奧斯朋（James Osborne）
- 湯米·哈托（英语：Tommy Hatto） 飾 布羅斯隊長（Captain Burrows）

## 發行
電影原本於2016年1月22日和2016年1月29日分別在美國與英國上映。2015年8月3日，上映日改至2016年4月15日。

## 反響

### 評價
《換腦行動》獲得多為負面的評價。爛番茄新鮮度31%，Metacritic得分37，普遍不受專業影評人認同。據CinemaScore調查，觀眾的評價在A+至F之間給了本片「B」，觀眾反應較好。

### 票房
電影在北美票房總額為1470萬美元，其他地區2100萬美元，全球總計3480萬美元。
在美國和加拿大，根據估計，《換腦行動》約能在首映週末中從2,683劇院收穫900-1200萬美元，僅次於《與森林共舞》（6700-7500萬美元）及《哈啦大髮師3》（2700-3000萬美元）。美國首週末票房收入為580萬美元，位居當週第六，表現不甚理想，同時也是主演凱文·科斯納生涯票房最低的第八名。

## 外部連結
- 官方网站
- 互联网电影数据库（IMDb）上《換腦行動》的资料（英文）
- Box Office Mojo上《換腦行動》的資料（英文）
- Metacritic上《換腦行動》的資料（英文）
- 爛番茄上《換腦行動》的資料（英文）
- 開眼電影網上《換腦行動》的資料（繁體中文）